# Robby Cobbaert
Pour les articles homonymes, voir Cobbaert.
Robby Cobbaert, né le 27 décembre 1990 à Gijzenzele, est un coureur cycliste belge.

## Biographie
Jusqu'en 2012, Robby Cobbaert se consacre principalement au cyclo-cross. Il passe finalement au cyclisme sur route à partir de 2013 en rejoignant le club Morgan Blue. Il évolue ensuite au sein des formations BCV Works-Soenens et Home Solution-Anmapa-Soenens, en brillant principalement dans des épreuves régionales. 
En 2017, il rejoint l'équipe continentale Cibel-Cebon, où il devient cycliste professionnel. Sa première saison est cependant perturbe par une mononucléose. L'année suivante, il se distingue en remportant le Grand Prix Etienne De Wilde et la course À travers les Ardennes flamandes, inscrite au calendrier de l'UCI,.

## Palmarès et résultats

### Palmarès par année
- 2017
  - 2e du Grand Prix de la Magne
- 2018
  - Grand Prix Etienne De Wilde
  - À travers les Ardennes flamandes
- 2019
  - Champion de Flandre-Orientale sur route
  - 2e de Romsée-Stavelot-Romsée

### Classements mondiaux
| Année           | 2018 |
| --------------- | ---- |
| UCI Europe Tour | 816e |